# Banda Ku
La banda Ku è la porzione inferiore delle frequenze a microonde dello spettro elettromagnetico che precede la banda K; è perciò detta in inglese K-under band. Comprende le frequenze tra i 12 e i 18 GHz in accordo con la definizione formale delle frequenze radio dell'IEEE Standard 521-2002.

## Le trasmissioni satellitari
La banda Ku è usata per le comunicazioni satellitari, soprattutto dai satelliti della NASA, per le comunicazioni da e verso lo Space Shuttle e la Stazione spaziale internazionale, ma principalmente per la diffusione di canali televisivi. Tale banda è ulteriormente suddivisa in segmenti assegnati a zone geografiche diverse, secondo determinate specifiche ITU. Diversamente dallo standard IEEE riferito alle frequenze radar, la banda Ku delle trasmissioni radio–televisive (DVB, acronimo inglese di Digital Video Broadcasting) e dati via satellite, come ad esempio quelle di Eutelsat Communications, è limitata ad uno spettro di frequenze comprese tra 10,7 e 14,5 GHz e include parte di quelle inferiori a 12 GHz rientranti nella banda X. In tale suddivisione le frequenze sono ulteriormente ripartite per i seguenti servizi in downlink (dallo spazio verso la Terra): 10,7 — 11,7 GHZ, Fixed Satellite Service (FSS, servizio satellitare bidirezionale con una stazione fissa terrestre); 11,7 — 12,5 GHZ, servizi Direct Broadcast Satellite (DBS, satellite a trasmissione diretta); 12,5 — 12,75 GHZ, Short Message Service (SMS). La ricezione satellitare del segnale terrestre avviene invece in uplink nell'intervallo di frequenze 13,75 — 14,5 GHz.. 
La NBC fu il primo canale televisivo ad aver usato la banda Ku per le sue trasmissioni nel 1983. 
I segmenti della Regione 2 definita dall'ITU coprono la maggior parte del continente americano con oltre 21 satelliti dell'America del Nord che trasmettono e ricevono sulla banda Ku con frequenze tra 11,7 e 12,2 GHz per i servizi FSS. Ognuno di questi richiede un'antenna parabolica del diametro compreso tra 0,80 e 1,5 m e trasporta 20 o 24 transponder con potenza che va, per una chiara ricezione, da 20 a 120 W. I segmenti con frequenza tra 12,2 e 12,7 GHz sono allocati per i servizi di trasmissione televisiva satellitare (BSS, Broadcasting Satellite Service) e normalmente trasportano dai 16 ai 32 transponder di ampiezza di banda pari a 27 MHz e potenza compresa tra 100 e 240 W ciascuno, sufficienti per antenne al di sotto dei 450 mm (18 pollici). 
I segmenti relativi alla banda Ku della Regione 1 definita dall'ITU rappresentano invece l'Africa e l'Europa.